# Alter Main bei Volkach
Alter Main bei Volkach ist ein Naturschutzgebiet im Südwesten des Volkacher Gemeindegebietes im unterfränkischen Landkreis Kitzingen.

## Lage
Das Naturschutzgebiet liegt auf den Gemarkungen von Nordheim am Main, sowie in den Volkacher Gemeindeteilen Escherndorf, Astheim und der Stadt Volkach. Es wird im Osten durch den Mainkanal Volkach-Gerlachshausen begrenzt und folgt dann dem Altmain bis zum Truppenübungsplatz Volkach-Nordheim.

## Beschreibung
Das Areal ist ein seit 1989 ausgewiesenes Naturschutzgebiet mit der Katasternummer NSG-00350.01. Die Ausdehnung beträgt ca. 63 Hektar. 
Zweck des Schutzgebietes ist die Erhaltung des ursprünglichen Zustandes des Mains als Fließgewässer. Dazu zählen die kleinreliefreichen Flussterrassen, die mit Weidenbäumen bestanden sind und als Mähwiesen genutzt werden.